# Swift Current
Swift Current é a quinta maior cidade da província canadense de Saskatchewan. A sua população é de cerca de 16.604 habitantes, a cidade está localizada na Divisão Nº8 de Saskatchewan.